# Вулиця Олександри Екстер
Ву́лиця Олекса́ндри Е́кстер — вулиця в Деснянському районі міста Києва, житловий масив Вигурівщина-Троєщина. Пролягає від вулиці Миколи Закревського до вулиці Оноре де Бальзака.
Прилучається проспект Червоної Калини.

## Історія
Вулиця запроєктована в 80-ті роки XX століття під назвою Нова Б. 1987 року отримала назву вулиця Марини Цвєтаєвої, на честь російської поетеси Марини Цвєтаєвої. Забудову вулиці розпочато в 1989 році.
Сучасна назва на честь української художниці Олександри Екстер — з 2023 року.